# アメイジングレース
『アメイジングレース』は、日本のロックバンド・go!go!vanillasが2020年6月3日にGetting Betterから発売した、7枚目のシングルである。

## 概要
約1年5か月ぶりに発売されたシングルで、事故により休業していた長谷川プリティ敬祐（ベース）の復帰後初となる作品。オリコン、Billboard Japan Top Singles Salesのランキングにて自身最高位を記録した。
CDのみから成る通常盤と、CDとDVDから成る完全限定生産盤の2形態でリリースされた。発売日は当初2020年4月22日と発表されていたが、新型コロナウイルスの感染拡大の影響で2020年6月3日に延期された。
2020年2月26日に発売が発表された。
2020年3月10日にアートワークとカップリングの詳細が公開された。ジャケットの手はボーカルの牧達弥の手。
3月26日にFM802のROCK KIDS 802にて表題曲「アメイジングレース」の音源が解禁された。
2020年4月13日に本作の発売延期と、本来の発売予定日であった4月22日に表題曲「アメイジングレース」の音源配信を開始し、MVを公開することが発表された。
今作を引っ提げて、ライブツアー『ROAD TO AMAZING BUDOKAN TOUR 2020』が開催された。

## 批評
音楽ライターの蜂須賀ちなみは、今作が2018年末に事故に遭った長谷川プリティ敬祐（B）が復帰してから初めてのリリースであることに触れた上で、「それぞれが踏ん張りながらバンドを守った1年があったからこそ、以前よりさらに素直に、インプット・アウトプットできるようになったのでは。新境地ながらも程よく肩の力が抜けた新曲群から、バンドの未来が透けて見える。」と評している。

## 収録内容

### CD
| 全編曲: go!go!vanillas。 |                                                                                                  |            |       |
| #                        | タイトル                                                                                         | 作詞・作曲 | 時間  |
| 1.                       | 「アメイジングレース」                                                                           | 牧達弥     | 04:07 |
| 2.                       | 「TTNoW」                                                                                        | 牧達弥     | 04:40 |
| 3.                       | 「ノットアローン」                                                                               | 柳沢進太郎 | 03:23 |
| 4.                       | 「おはようカルチャー（Live at FM802 RADIO CRAZY 2019）」(完全限定生産盤のみのボーナス・トラック) |            | 10:24 |
| 合計時間:                | 合計時間:                                                                                        | 合計時間:  | 22:34 |

### 完全限定生産盤付属DVD
| #  | タイトル                               | 作詞 | 作曲・編曲 |
| -- | -------------------------------------- | ---- | ---------- |
| 1. | 「おはようケイスケ ～306日間の軌跡～」 |      |            |

## 楽曲解説

### CD
1. アメイジングレース
  - 今作の表題曲。
  - アルバムPANDORAに収録された。
  - 牧曰く、“喜び”と“愛”という点から賛美歌をイメージして製作された。“レース”という言葉には、競争・人種という意味もあることから、すべてが平等に素晴らしく、その中で競い合って高め合うという思いをこの曲に込めたという[13]。
  - プリティの復帰に合わせて、2020年1月頃に書かれた曲。牧は「プリティが復活するまで、曲を作るにも3人になっちゃうし、ちゃんと戻ってこれるのかも定かではなかったから、メンタル的に曲を作る気になれなかったのもあったし。ちゃんとプリティが帰ってこれたときに作りたいなって思ったんですよね。それが筋だとも思ったし。それもあって『アメイジングレース』は、今年の1月くらいに作ったんです。この1年間で経験したことや考えたことと、プリティが帰ってこれて本当に良かったなっていう想いを込めて作った1曲になったので、まさに、今しか生まれてこなかった曲になったと思いますね。歌詞も、いつも以上に広がりのある言葉になったと思うし。誰が聴いても入ってきやすい言葉で書いたのは、意識あってのことだったんじゃないかなって思いますね。」と発言している[14]。
2. TTNoW
  - 読みは「トトノウ」[12]。
  - ボーカル牧達弥の趣味であるサウナについて歌った曲[15]。
3. ノットアローン
  - 柳沢が作詞・作曲・ボーカル曲を担当した楽曲。
  - 歌詞は、柳沢が初めてgo!go!vanillasを見たときに感じた初期衝動について書かれている[14]。
4. おはようカルチャー (Live at FM802 RADIO CRAZY 2019)
  - 完全限定生産盤のみに収録されたボーナストラック。
  - 2019年のRADIO CRAZYにて、FM802のリスナーとDJ陣がコーラス隊と太鼓隊に分かれて結成した「おはカル合唱部」とのコラボレーションで演奏したライブ音源。

## 収録映像解説

### 完全限定生産盤付属DVD
1. 「おはようケイスケ ～306日間の軌跡～」
  - 2018年末に、ベースの長谷川プリティ敬祐が瀕死の重体で緊急搬送された事故直後から、ステージ復帰に至るまでの軌跡を、メンバー4人のスペシャルインタビューと未公開の貴重映像とともに収録。実に306日ぶりに4人でのステージを実現させた2019年10月のZepp Nagoya公演を含むプリティ復活の「THE WORLD TOUR 2019」後半戦のステージと舞台裏に密着した映像。

## 参加ミュージシャン
go!go!vanillas
- 牧達弥（ボーカル・ギター）
- 柳沢進太郎（ギター・ボーカル）
- 長谷川プリティ敬祐（ベース）
- ジェットセイヤ（ドラムス）

## タイアップ
| 使用年 | 曲名               | タイアップ                                     |
| ------ | ------------------ | ---------------------------------------------- |
| 2020年 | アメイジングレース | TBS系列『CDTVサタデー』5月度オープニングテーマ |
| 2020年 | アメイジングレース | テレビ愛知『a-NN♪』5月度エンディングテーマ     |

## ライブ映像作品
アメイジングレース
- 鏡 e.p.（完全限定生産盤）
- PANDORA（完全限定生産盤）
- 1st LIVE FILM -AMAZING BUDOKAN 2020-
- 青いの。（完全限定生産盤）
- FLOWERS（完全限定生産盤）
- LIVE FILM -My Favorite Things-

TTNoW
- 1st LIVE FILM -AMAZING BUDOKAN 2020-